# Виборчий округ 73
Виборчий округ 73 — виборчий округ в Закарпатській області. В сучасному вигляді був утворений 28 квітня 2012 постановою ЦВК №82 (до цього моменту існувала інша система виборчих округів). Окружна виборча комісія цього округу розташовується в будівлі Виноградівської районної ради за адресою м. Виноградів, пл. Миру, 5. Характерною відмінністю цього округу є те, що велику частину виборців в ньому складають етнічні угорці.
До складу округу входять місто Берегове, а також Виноградівський район, частини Берегівського (територія навколо міста Берегове та все що на південний схід від нього) та Іршавського (Кам'янська, Зарічанська, Сілецька, Лозянська, Брідська та Імстичівська сількі ради) районів. Виборчий округ 73 межує з округом 69 на північному заході і на півночі, з округом 71 на північному сході і на сході, обмежений державним кордоном з Румунією на південному сході та з Угорщиною на південному заході і на заході. Виборчий округ №73 складається з виборчих дільниць під номерами 210001-210002, 210006-210011, 210014, 210016, 210018, 210020, 210022-210028, 210033-210034, 210036, 210076-210140, 210184, 210191, 210196-210197, 210213-210222, 210664-210676 та 210808.
До реформи виборчих округів 2012 існував Притисянський виборчий округ, в якому об'єднувались всі етнічні угорці. В 2012 році угорці були розділені між 73-м, 68-м та 69-м округами, де вони тепер складали меншість, що позбавило їх можливості обирати свого депутата до Верховної Ради. Українські угорці неодноразово просили ЦВК відновити Притисянський округ, посилаючись на 18-ту стаття Закону України «Про вибори народних депутатів України», де вказано що "межі одномандатних округів визначаються з урахуванням ... проживання на відповідній території національних меншин", але щоразу отримували відмову. Товариство угорської культури Закарпаття з 2014 погрожує подати проти України позов до ЄСПЛ за відмову у створенні виборчого округу, який би включав території компактного проживання етнічних угорців.

## Народні депутати від округу
| Ім'я                        | Фото | Партія          | Скликання | Дата набуття повноважень | Дата припинення повноважень |
| --------------------------- | ---- | --------------- | --------- | ------------------------ | --------------------------- |
| Бушко Іван Іванович         |      | Партія регіонів | 7-ме      | 12 грудня 2012           | 27 листопада 2014           |
| Балога Іван Іванович        |      | самовисуванець  | 8-ме      | 27 листопада 2014        | 29 серпня 2019              |
| Поляк Владіслав Миколайович |      | самовисуванець  | 9-те      | 29 серпня 2019           |                             |

## Результати виборів

### Парламентські

#### 2019
На парламентських виборах 2019 року у виборчому окрузі №73 була добре помітна підтримка угорською владою кандидата в народні депутати Василя Брензовича, який на той момент був головою Товариства угорської культури Закарпаття (угор. Kárpátaljai Magyar Kulturális Szövetség, KMKS). Уряд Угорщини зробив ставку на 73-й округ, в якому на відміну від 68-го та 69-го округів де також є великі угорські громади, кандидат від угорської громади мав реальні шанси на перемогу. Угорська влада доклала помітних зусиль для того щоб зробити Брензовича депутатом. За Брензовича відкрито агітували угорські урядовці та дипломати, в тому числі супроводжували Брензовича на зустрічах із виборцями, попри те що участь іноземців у передвиборчій агітації заборонена. Всупереч всім їхнім зусиллям, перемогу в одномандатному мажоритарному окрузі отримав самовисуванець Владіслав Поляк.

Кандидати-мажоритарники:
- Поляк Владіслав Миколайович (самовисування)
- Брензович Василь Іванович (1964 р.н.) (самовисування)
- Маргітич Іван Володимирович (Слуга народу)
- Балога Павло Іванович (Єдиний центр)
- Онисько Надія Степанівна (самовисування)
- Керечан Тарас Михайлович (Голос)
- Костьо Федір Федорович (Батьківщина)
- Ярина Євгеній Віталійович (самовисування)
- Брензович Василь Іванович (1977 р.н.) (самовисування)
- Роман Роман Михайлович (Свобода)
- Лемко Микола Миколайович (Опозиційна платформа — За життя)
- Чабрун Василь Васильович (Європейська Солідарність)
- Нодь Олександр Олександрович (самовисування)
- Ухач Євген Іванович (самовисування)
- Ковач Микола Людвикович (самовисування)
- Новіков Андрій Аркадійович (самовисування)

#### 2014
Кандидати-мажоритарники:
- Балога Іван Іванович (самовисування)
- Ярина Євгеній Віталійович (самовисування)
- Петрушка Іштван Шімонович (Народний фронт)
- Вовкунович Василь Васильович (самовисування)
- Костьо Федір Федорович (Батьківщина)
- Конкін Руслан Валентинович (Радикальна партія)
- Патик Ігор Ігорович (самовисування)
- Шелемба Михайло Іванович (Комуністична партія України)

#### 2012
Кандидати-мажоритарники:
- Бушко Іван Іванович (Партія регіонів)
- Балога Іван Іванович (Єдиний центр)
- Ковач Микола Миколайович (Партія угорців України)
- Петрушка Іштван Шімонович (Батьківщина)
- Ленд'єл Олександра Олександрівна (УДАР)
- Кінч Габор Йожефович (самовисування)
- Пуканич Едуард Володимирович (самовисування)
- Разгулов Валерій Михайлович (Комуністична партія України)
- Сочка Микола Іванович (Народна партія)

## Явка
Явка виборців на окрузі: